# I'll Cry Instead
Pistes de A Hard Day's Night
Any Time at All Things We Said Today
I'll Cry Instead est une chanson des Beatles pour la bande originale de leur film A Hard Day's Night. La chanson a été composée par John Lennon mais est créditée Lennon/McCartney.
Aux États-Unis, elle est erronément publiée avec le nom I Cry Instead sur la bande originale du film sur étiquette United Artists Records mais avec le titre correctement écrit sur Something New de Capitol Records.

## Fiche technique

### Interprètes
- John Lennon : chant, guitare rythmique
- George Harrison : guitare solo
- Paul McCartney : basse
- Ringo Starr : batterie

### Équipe de production
- George Martin : producteur
- Norman Smith : ingénieur du son
- Ken Scott : ingénieur du son
- Geoff Emerick : ingénieur du son